# パンジシール紛争
パンジシール紛争(英:Panjshir conflict)とは、アフガニスタン紛争中に2021年のタリバン攻勢によって国土の大部分がタリバンに支配されたことによりアフガニスタン・イスラム共和国の残存勢力である民族抵抗戦線が、パンジシール州などで新政府に抵抗を行い、同様に反タリバン勢力のISKPなども各地のテロ行為で抵抗を行ったことによる反タリバン勢力と政府軍の戦闘である。

## 前史
アフガニスタン紛争 (2001年-2021年)後半にアフガニスタン・イスラム共和国(以下旧政府)は不利な状況になっており、ドーハ合意によりアメリカが2021年５月に撤退を開始するとタリバンによる攻勢が始まり、8月15日に首都カーブルが陥落(詳しくはカーブル陥落参照)。旧政府は崩壊し大統領アシュラフ・ガニーは国外逃亡した。しかし8月17日、旧政府副大統領アムルッラー・サーレハは暫定大統領に就任すると宣言。彼ら旧政府残党は民族抵抗戦線を組織してパンジシール州を同日占領し、同州でタリバンに抵抗を開始した。